# جيمي هاميلتون (لاعب كرة قدم)
جيمي هاميلتون (بالإنجليزية: Jimmy Hamilton)‏ هو لاعب كرة قدم بريطاني في مركز الوسط، ولد في 14 يونيو 1955 في بيلستون ‏ في المملكة المتحدة. لعب مع نادي كارلايل يونايتد.